# Orquesta Sinfónica de Euskadi
Das Orquesta Sinfónica de Euskadi (auf Baskisch und offiziell Euskadiko Orkestra Sinfonikoa) ist ein spanisches Sinfonieorchester mit Sitz in San Sebastián. Es ist das Sinfonieorchester des Baskenlandes. 
Das Orchester wurde 1982 gegründet. Seit 1992 ist es Mitglied der „Asociación Española de Orquestas Sinfónicas“ (AEOS). Chefdirigent seit Beginn der Saison 2017/18 ist Robert Treviño.

## Chefdirigenten
- Enrique Jordá (1983–1985)[3]
- Maximiano Valdés (1985–1986)
- Matthias Kuntzsch (1987–1989)
- Miguel Ángel Gómez Martínez (1989–1993)
- Hans Graf (1993–1996)
- Gilbert Varga und Mario Venzago (1998–2001)
- Gilbert Varga und Cristian Mandeal (2001–2008)
- Andrés Orozco-Estrada (2009–2013)
- Jun Märkl (2014–2017)
- Robert Treviño (seit 2017)